# Poslednjaja ljubov'
Poslednjaja ljubov' (in russo Последняя любовь?) è un singolo del rapper russo Morgenštern, pubblicato l'8 marzo 2024.

## Video musicale
Il video musicale è stato reso disponibile il 1º aprile 2024 attraverso il canale YouTube dell'artista.

## Tracce
Testi e musiche di Ališer Tagirovič Morgenštern, Andrej Aleksandrovič Katikov e Vladislav Vjačeslavovič Palagin.
Download digitale, streaming
1. Poslednjaja ljubov' – 2:42

Download digitale, streaming – Robin Schulz Remix
1. Poslednjaja ljubov' (Robin Schulz Remix) – 2:33

## Formazione
- Morgenštern – voce
- Palagin – produzione

## Classifiche
| Classifica (2024-25) | Posizione massima |
| -------------------- | ----------------- |
| Lettonia             | 4                 |
| Lituania             | 65                |
| Russia               | 43                |